# Doutnacia
Genre
Doutnacia est un genre de collemboles de la famille des Tullbergiidae.

## Liste des espèces
Selon Checklist of the Collembola of the World (version du 15 septembre 2019) :
- Doutnacia coineaui Massoud & Thibaud, 1985
- Doutnacia mols Fjellberg, 1998
- Doutnacia xerophila Rusek, 1974

## Publication originale
- Rusek, 1974 : Zur Taxonomie der Tullberginae (Apterygota: Collembola). Věstník Československé společnosti zoologické, vol. 38, no 1, p. 61-70.